# Ежевика вязолистная
Ежеви́ка вязоли́стная (лат. Rúbus ulmifólius) — вид растений родом из Средиземноморья, входящий в род Рубус семейства Розовые (Rosaceae). Относится к видам, включаемым в группу Rubus fruticosus в широком смысле.

## Ботаническое описание

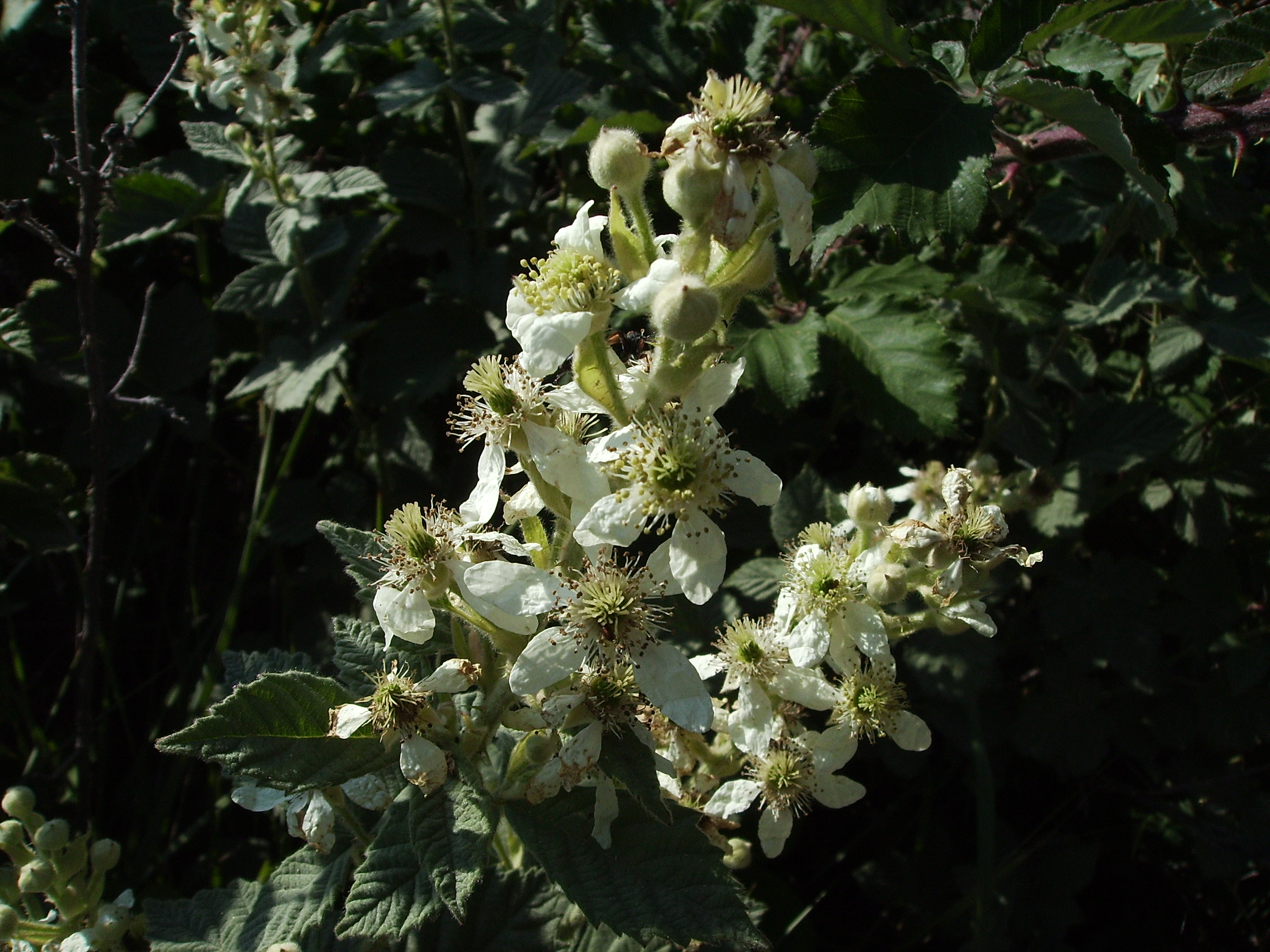

Листопадный кустарник, плети достигают 3 м в длину, угловатые, опушённые, с крепкими уплощёнными изогнутыми шипами.
Листья на продольно разлинованных черешках, состоят из 3—5 листочков яйцевидной или обратнояйцевидной формы, с зубчатым краем, центральный листочек крупнее боковых. Верхняя поверхность тёмно-зелёная, голая, нижняя — обычно покрытая густым белым опушением.
Цветки собраны в густое продолговатое или пирамидальное соцветие. Чашечка состоит из пяти чашелистиков, с обеих сторон белоопушённых. Венчик бледно-розоватый. Тычинки по длине обычно немного уступают пестикам, с волосистыми пыльниками.
Многокостянка блестяще-чёрная, плодики мохнатые.
Набор хромосом — 2n = 14.

## Ареал
Родина ежевики вязолистной — Средиземноморье. Натурализовалась в Западной Европе, Великобритании, Дании. Завезена в Северную и Южную Америку, Южную Африку и Австралию.

## Значение
На протяжении более века выращивается в качестве плодового кустарника в Западной Европе. Махровая форма bellidiflorus выращивается как декоративное растение. Лишённая шипов форма anoplothyrsus — основной предок многочисленных сортов голостебельной ежевики, выращивающихся как в Европе, так и в Америке.

## Таксономия

### Синонимы
- Rubus abruptus Lindl., 1829
- Rubus aetneus Tornab., 1887
- Rubus albescens Boulay & Gillot, 1873
- Rubus amoenus var. hispanicus (Willk.) Willk., 1896
- Rubus amoenus var. microphyllus Lange, 1865
- Rubus appenninus Evers, 1896
- Rubus bujedanus Sennen & Elías, 1926
- Rubus castellanus Sennen & Elías, 1926
- Rubus cocullotinus Evers, 1895
- Rubus crispulus Gand., 1884
- Rubus bellidiflorus hort. ex G.Kirchn., 1864
- Rubus cyrenaicae Hruby, 1936
- Rubus debilis Ball, 1873
- Rubus discolor Weihe & Nees, 1825
- Rubus discolor subsp. rusticanus (Mercier) Nyman, 1878
- Rubus discolor subsp. ulmifolius (Schott) Nyman, 1878
- Rubus edouardii Sennen, 1927
- Rubus flagelaris var. inermis (Weston) Ser., 1825
- Rubus fruticosus subsp. discolor (Weihe & Nees) Syme, 1864
- Rubus fruticosus var. discolor (Weihe & Nees) G.Mey., 1849
- Rubus fruticosus var. inermis Weston, 1770
- Rubus fruticosus var. panormitanus (Tineo) Fiori, 1898
- Rubus fruticosus var. ulmifolius (Schott) Fiori, 1896
- Rubus gerundensis Sennen, 1936
- Rubus hispanicus Willk., 1844
- Rubus inermis (Weston) Willd., 1809, nom. illeg.
- Rubus karstianus Borbás, 1892
- Rubus legionensis Gand., 1884
- Rubus lejeunei Weihe ex Lej., 1825
- Rubus longipetiolatus Sennen, 1925
- Rubus minutiflorus Lange, 1864, nom. illeg.
- Rubus oculus-junonis Gand., 1884
- Rubus panormitanus Tineo, 1817
- Rubus pilosus var. discolor (Weihe & Nees) Dumort., 1863
- Rubus pubescens var. discolor (Weihe & Nees) Karsch, 1853
- Rubus rusticanus Mercier, 1861
- Rubus segobricencis Pau, 1889, nom. nud.
- Rubus siculus C.Presl, 1826
- Rubus sinusifolius Sennen, 1927
- Rubus valentinus Pau, 1887
- Rubus villicaulis subsp. discolor (Weihe & Nees) Čelak., 1867
- Rubus vulgaris Bubani, 1899, nom. illeg.
- Rubus vulgaris f. discolor (Weihe & Nees) Bluff & Fingerh., 1836
- Rubus vulgaris var. discolor (Weihe & Nees) Wirtg., 1841